# Idioma mbariman-gudhinma
Mbariman-Gudhinma (Rimanggudinhma, Rimang-Gudinhma, Parimankutinma), uno de varios idiomas etiquetados como Gugu Warra (Kuku-Warra, Kuku-Wara)'habla ininteligible' en oposición al hBL inteligible de los Gugu Mini, es un grupo extinto de dialectos de las lenguas aborígenes australianas de la península del Cabo York en el norte de Queensland, Australia. Otro en el grupo es Wurangung, también conocido como Yadaneru o Jeteneru.
Los dialectos fueron hablados por el pueblo Lamalama.
Austlang dice, citando al lingüista Jean-Cristophe Verstraete (2018), que el idioma lama-lama, el idioma Rimanggudinhma (Mbariman-Gudhinma) y el Idioma umbuygamu forman una genético subgrupo de Paman conocido como Lamalamic, "definido por innovaciones compartidas en fonología y morfología". Dentro de este subgrupo, "Morrobolam y Lamalama forman una rama fonológicamente innovadora, mientras que Rumanggudinhma forma una rama más conservadora".